# پاراما (فیلم)
پاراما (به هندی: Parama) و زن نهایی (به انگلیسی: The Ultimate Woman) فیلمی هندی محصول سال ۱۹۸۵ و به کارگردانی آپارنا سن است. در این فیلم بازیگرانی همچون راکهی گلزار، آپارنا سن، آنیل چاتارجی و دیپانکار ده ایفای نقش کرده‌اند.